# الخاص (بيت لحم)
الخاص هي قرية فلسطينية، من قرى محافظة بيت لحم، تقع إلى الشرق من بيت ساحور. وهي من القرى التي احتلتها إسرائيل خلال حرب 1967.
تُدار بواسطة مجلس قروي الخاص.

## التاريخ

### الحكم الأردني
أوائل خمسينيات القرن العشرين أتُبعت القرية للإدارة الأردنية بعد حرب 1948 نتيجةً لاتفاقيات الهدنة عام 1949.

### حرب 1967
وقعت القرية تحت الاحتلال الإسرائيلي بعد حرب 1967.

### السلطة الفلسطينية
بعد تأسيس السلطة الوطنية الفلسطينية عام 1994 نتيجةً لاتفاق السلام بين منظمة التحرير الفلسطينية وإسرائيل عام 1993، تسلمت القرية ووضعتها تحت سيطرتها المدنية والأمنية.

## السكان
بلغ عدد سكان قرية إمنيزل عام 2017 حوالي (398) نسمة وفق الجهاز المركزي للإحصاء الفلسطيني.